# Colectivo (Venezuela)

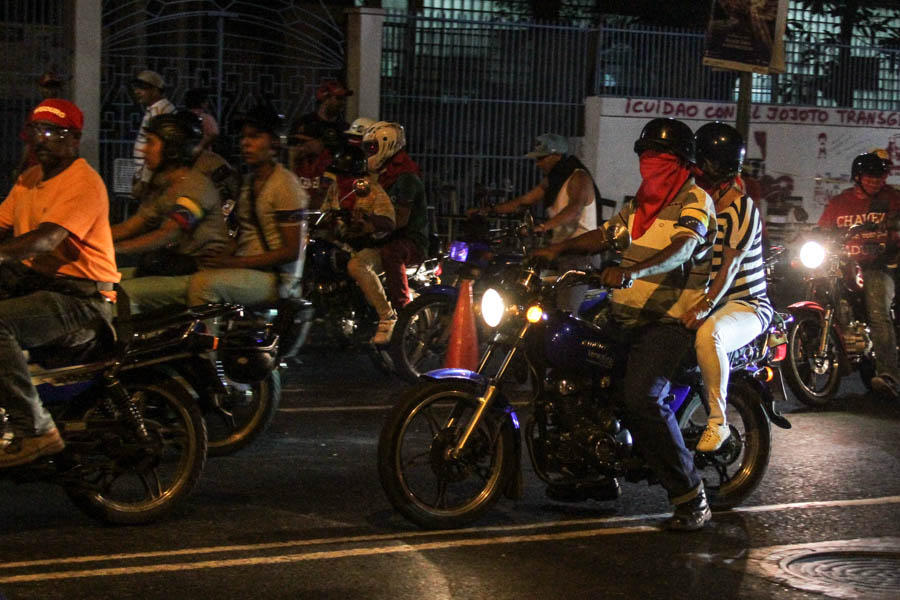
Motociclistas com o rosto coberto são frequentemente associados com os colectivos

Coletivos (pt, lit.  "coletivos") são grupos armados paramilitares de extrema‐esquerda venezuelanos que apoiam o governo bolivariano, a aliança política do Pólo Patriótico (GPP) e o partido governante da Venezuela, o Partido Socialista Unido da Venezuela (PSUV). Coletivo tornou-se um termo guarda‐chuva para grupos armados irregulares que operam em áreas marcadas pela pobreza.
O termo também pode referir-se a uma organização comunitária com qualquer propósito compartilhado, como um grupo de bairro que organiza eventos sociais. Alguns coletivos começaram realizando trabalho comunitário ou auxiliando com programas sociais em bairros, e seus membros afirmavam promover a democracia, o ativismo político e a cultura.
Em 2019, existem dezenas de coletivos na Venezuela. Em 2018, InSight Crime reportou 46 grupos em um único barrio (favela), 23 de Enero, sozinho. Em 2017, eles operavam em 16 estados venezuelanos, controlando cerca de 10% das cidades venezuelanas. Alguns integrantes das agências de inteligência venezuelanas, incluindo a Diretoria Geral de Contrainteligência Militar e o Serviço Bolivariano de Inteligência, também são membros de coletivos. Os coletivos possuem fontes de financiamento tanto legais quanto ilegais. Eles foram inicialmente financiados pelo governo bolivariano; alguns recebem fundos para distribuir pacotes alimentares do governo e têm acesso a “fundos de reserva” do governo. Outros foram financiados por meio de extorsão, alimentos do mercado negro e do tráfico de drogas.
Human Rights Watch descreveu os coletivos como "gangues armadas que utilizam violência com impunidade" para intimidar opositores políticos do governo venezuelano. Amnesty International os chama de "apoiadores armados pró-governo que são tolerados ou apoiados pelas autoridades". Os coletivos atacaram manifestantes contra o governo e a equipe de televisão da oposição venezuelana, enviaram ameaças de morte a jornalistas e, em uma ocasião, gás lacrimogêneo foi utilizado contra o enviado do Santo Sé (Vaticano).
Um relatório da Organização dos Estados Americanos sobre violações de direitos humanos na Venezuela afirmou que os coletivos assassinaram pelo menos 131 indivíduos entre 2014 e 2017 durante os protestos contra o governo. A Assembleia Nacional, liderada pela oposição, designou os coletivos como grupos terroristas devido à sua "violência, ações paramilitares, intimidação, assassinatos e outros crimes", declarando seus atos como terrorismo patrocinado pelo Estado.
Em 16 de setembro de 2020, a Nações Unidas Missão Internacional Independente de Apuração de Fatos sobre a Venezuela concluiu em seu primeiro relatório que as autoridades venezuelanas e os coletivos cometeram "violações que configuram crimes contra a humanidade". No mesmo ano, o Gabinete do Procurador do Tribunal Penal Internacional afirmou que acreditava haver uma "base razoável" para crer que "desde pelo menos abril de 2017, autoridades civis, membros das forças armadas e indivíduos pró-governo cometeram crimes contra a humanidade".
O professor de Estudos Latino-Americanos da Universidade de Nova York, Alejandro Velasco, disse em 2019: "Eles têm todas as características de uma força paramilitar repressiva". Velasco, que estuda os coletivos, descreve uma mudança na lealdade dos coletivos, afirmando que eles se tornaram mais uma questão de poder do que de apoio ao chavismo ou a uma ideologia de esquerda.

## História
A história dos coletivos precede a presidência de Hugo Chávez. Os coletivos surgiram durante a década de 1960 a partir da guerrilha urbana no Venezuela metropolitana, e retornaram durante o mandato de Chávez quando ele criou suas organizações parentais, conhecidas como Círculos Bolivarianos. Os Círculos Bolivarianos também participaram de manifestações que se tornaram violentas contra o golpe de 2002 contra Chávez. InSight Crime afirma que seu poder começou a aumentar após o golpe fracassado, quando Chávez decidiu que precisava de uma força de segurança independente das forças armadas para contrapor os manifestantes da oposição. Um relatório de 2005 do jornal El Nacional afirmou que grupos paramilitares e de motociclistas, descritos como "coletivos", estavam presentes em 36 cidades pelo país. Em 2006, eles receberam armas e financiamento do Estado quando foram incorporados aos conselhos comunitários do governo. Em 2007, homens armados mascarados em motocicletas dispararam contra estudantes que retornavam de uma marcha em Caracas. Na Universidade Central da Venezuela, oito pessoas ficaram feridas, incluindo uma por disparo. Chávez eliminou a Polícia Metropolitana em 2011, transferindo a segurança para os coletivos em alguns bairros de Caracas.
A Bloomberg afirmou que quando ele criou os Círculos Bolivarianos, Chávez "trouxe os fora da lei para o seio do socialismo", onde alguns também ganharam acesso a armas através de empregos governamentais. Stratfor diz que Diosdado Cabello, então chefe de gabinete de Chávez, foi instrumental na fundação dos Círculos Bolivarianos e mantém laços estreitos com os coletivos. Chávez designou os coletivos para serem "o braço armado da Revolução Bolivariana" para o governo venezuelano, fornecendo-lhes armas, sistemas de comunicação, motocicletas e equipamentos de vigilância para exercer controle nas colinas de Caracas onde a polícia é proibida de entrar. Algumas das armas fornecidas aos grupos incluem rifles de assalto, metralhadoras e granadas. Diversos coletivos afirmaram que o governo venezuelano tem autoridades disfarçadas como membros dos coletivos em tentativas de atacar a oposição.
Historicamente, os coletivos eram alinhados com a política de extrema‐esquerda na Venezuela, e atuam como "executores do governo", trabalhando junto com as Forças Armadas Venezuelanas e o partido governante, PSUV. The Economist afirma que eles trazem dinheiro para as favelas, punem criminosos e intimidam os opositores políticos. Alguns coletivos participam do tráfico ilegal de drogas na Venezuela, controlam o acesso ao fornecimento de alimentos e remédios, e cometem atos de extorsão.
Em 2008, alguns coletivos ajudaram com programas extracurriculares, centros de cuidados infantis, teatro de fantoches, reabilitação para dependentes e programas esportivos; também incentivavam o voto, indo de porta em porta e protegendo as comunidades dos criminosos. Cada membro de um coletivo é obrigado a levar dez pessoas para votar nas eleições. Com o tempo, os coletivos ficaram mais fortemente armados e suas atividades criminosas aumentaram. Um pequeno número de grupos mantém funções comunitárias e culturais; a maioria são "gangues criminosas com imenso controle social", que "trabalham ao lado das forças de segurança, frequentemente fazendo o trabalho sujo para elas", de acordo com o InSight Crime. Os membros podem ser difíceis de identificar porque frequentemente usam máscaras e não possuem placas em suas motocicletas.

## Atividade

### Golpe de Estado de 2002
Quando Chávez foi brevemente deposto em 2002, os coletivos ajudaram a liderar manifestações de apoio a ele, e trabalharam com os militares para auxiliá-lo em seu retorno à presidência.

### Ataque à Globovisión em 2009
Em 2009, várias dezenas de motociclistas de La Piedrita com boinas vermelhas cercaram a entrada dos escritórios da emissora de televisão Globovisión e subjugaram os seguranças, invadindo o local à força enquanto lançavam duas granadas de gás lacrimogêneo no edifício. Chávez condenou o ataque e a líder pró‐governo Lina Rón foi presa por três meses após o incidente.

### Ataque ao enviado do Vaticano em 2009
Coletivos utilizaram gás lacrimogêneo contra o enviado do Vaticano em 2009 após Chávez acusar a Igreja Católica Romana de interferir em seu governo.

### Eleição presidencial de 2012
Durante a eleição presidencial de 2012, durante uma visita do candidato da oposição Henrique Capriles ao bairro San José de Cotiza em Caracas, um grupo de membros armados do PSUV começou a disparar "aparentemente com o objetivo de dispersar o comício". Cinco pessoas ficaram feridas, incluindo o filho de um membro da oposição da Assembleia Nacional da Venezuela. Capriles foi posteriormente retirado em segurança do local. Jornalistas do canal de televisão Globovisión que cobriam o comício (a repórter Sasha Ackerman, o cinegrafista Frank Fernández e o assistente Esteban Navas) foram ameaçados pelos homens armados, que confiscaram seu equipamento e as imagens dos disparos. Uma declaração da Globovisión no dia seguinte identificou os homens armados como apoiadores do PSUV, afirmando: "Esses grupos usavam camisas vermelhas que os identificavam com uma tendência política. Mais importante ainda, era um grupo armado e organizado que disparava contra as pessoas".

#### Redes de Mobilização Imediata
Redes de Mobilização Imediata (em espanhol: Fuerzas Inmediatas de Movilización) foram uma suposta organização paramilitar formada pelo Presidente venezuelano Hugo Chávez para manter o controle do país caso ele fosse derrotado na eleição presidencial de 2012. Seus objetivos eram abortar os comícios da oposição antes que pudessem ser organizados, detectar líderes da oposição, organizar protestos de rua e resistência e controlar territórios.
As milícias de Chávez foram responsáveis (junto com o Exército) pela custódia do processo eleitoral (segurança das urnas, custódia dos votos e seu deslocamento para locais de apuração). Um primeiro contingente seria deslocado para 51% das seções eleitorais, o restante para 49%, precisamente em muitos dos locais onde a oposição é forte.
De seus aproximadamente 3.800 membros, nem todos teriam alvos militares. Alguns poderiam se limitar a monitorar o processo, mas outras funções previstas para esses grupos, compostos por pequenas equipes de cinco a sete membros, requerem o uso da violência. Fontes do Exército venezuelano afirmaram que em junho começaram a distribuir cerca de 8.000 AK-103 para esse grupo.Predefinição:Opinion
Eles foram formados por "equipes de inteligência social" e "comunicadores em ação" ("propaganda de rua e guerrilha na internet") e por "equipamentos de controle territorial", constituídos "como Força de Ação Rápida e Ação de Rua, com capacidade de bloquear ou liberar corredores viários críticos, áreas geográficas ou localidades" e "defender os espaços adjacentes às instituições do Estado".
Suas táticas foram baseadas nas unidades iranianas do Basij, cuja atuação foi decisiva para abortar os protestos da eleição presidencial iraniana de 2009 em 2009, e utilizaram um complexo sistema de criptografia de comunicação.

### Eleição presidencial de 2013
Durante a eleição presidencial de 2013, a Reuters afirmou que os coletivos eram "parte fundamental da maquinaria eleitoral do governo" que "ajudavam a influenciar disputas acirradas e às vezes eram rotulados pelos críticos como capangas das seções eleitorais que intimidam os opositores". O Carter Center afirmou que durante as eleições, os centros de votação apresentavam um "clima intimidador" quando motociclistas "associados ao partido governante" os cercavam.

### Protestos de 2014
"O próprio Presidente Maduro já convocou, em várias ocasiões, grupos civis leais ao governo para 'extinguir a chama' do que ele caracterizava como manifestantes 'fascistas'. ... [dizendo] 'Esses grupos de guarimberos, fascistas e violentos, e hoje, outros setores da população também saem às ruas, eu convoco as UBCh, os conselhos comunais, as comunidades, os coletivos: chama que se acende, chama que se apaga'."

Human Rights Watch
A ministra venezuelana das Prisões, Iris Varela, afirmou que os coletivos eram um "pilar fundamental na defesa da pátria". Durante os protestos venezuelanos de 2014 contra o novo presidente Nicolás Maduro, os coletivos agiram com impunidade contra os manifestantes da oposição. Quando grupos armados ameaçaram estuprar indivíduos em um conjunto habitacional em Maracaibo, a Guarda Nacional não interveio. A Associação Civil para o Controle Cidadão afirmou que mais da metade das vítimas fatais durante os protestos foram mortas pelos coletivos.
Durante os protestos de 2014, coletivos armados atacaram e incendiaram grande parte da Universidade Fermín Toro após intimidar estudantes manifestantes e atirar em um deles. Os coletivos invadiram a instituição, saquearam e danificaram 40% da universidade.
O Presidente Maduro agradeceu a alguns grupos de motociclistas por sua ajuda contra o que ele via como um "golpe de Estado fascista... sendo travado pela extrema‐direita"; ao mesmo tempo, distanciou-se dos grupos armados, afirmando que eles "não tinham lugar na revolução". Jorge Arreaza, então vice‐presidente da Venezuela, também os elogiou dizendo: "Se houve comportamento exemplar, foi o comportamento dos coletivos de motociclistas que estão com a Revolução Bolivariana." Em 2014, Arreaza prometeu que o governo desarmaria todos os grupos armados irregulares na Venezuela.
O Parlamento Europeu pediu ao governo venezuelano que "desarme e dissolva imediatamente os grupos armados pró‐governo descontrolados e ponha fim à sua impunidade". O Secretário de Estado dos Estados Unidos, John Kerry, acusou o governo venezuelano de utilizar "vigilantes armados" contra aqueles que se opunham a ele.
Em um relatório intitulado "Punido por protestar", Human Rights Watch (HRW) afirmou que as forças do governo permitiam que os coletivos "atacassem manifestantes, jornalistas, estudantes ou pessoas que consideravam ser opositores do governo com as forças de segurança a poucos metros de distância" e que "em alguns casos, as forças de segurança colaboravam abertamente com os atacantes pró‐governo". A HRW também afirmou ter "encontrado evidências convincentes de que forças de segurança uniformizadas e gangues pró‐governo atacavam manifestantes lado a lado", e que o governo tolerava essa atividade.

### Assassinato de Robert Serra
O membro ascendente do PSUV e mediador dos coletivos Robert Serra foi esfaqueado mais de 30 vezes, sendo morto, em sua "casa fortemente protegida", em 1 de outubro de 2014. O governo venezuelano culpou a oposição pela morte de Serra; a Foreign Policy disse que outros consideravam seu assassinato um "trabalho interno" porque o governo estava "mais fragmentado desde a morte de Hugo Chávez", com diferentes "tendências ideológicas e interesses [conflitando] sob a superfície do partido".
Uma semana após a morte de Serra, confrontos entre a polícia venezuelana e os coletivos começaram quando a polícia invadiu a sede do grupo Escudo da Revolução e, de acordo com José Odreman, "um associado próximo de Serra" e líder do grupo 5 de Março, um membro do coletivo foi "morto a tiros enquanto dormia" durante a invasão. Três policiais teriam sido supostamente feitos reféns.
Pouco antes de ser baleado, Odreman havia feito declarações insinuando envolvimento do governo na morte de Serra, dizendo ao Ministro Miguel Rodríguez Torres, "Coloco total responsabilidade em você pelo que pode me acontecer. Já foram sacrificados companheiros suficientes". Pouco mais de uma hora após suas declarações, surgiram fotografias mostrando o líder do coletivo 5 de Março, Odreman, sendo mantido cativo pelas autoridades venezuelanas, seguidas por vídeos que mostravam seu corpo morto em uma poça de sangue.
O governo venezuelano negou qualquer relação com a morte de Serra e afirmou que os confrontos entre os coletivos e as autoridades se deveram a uma investigação criminal sobre o assassinato. O diretor do CICPC, José Gregorio Sierralta, afirmou que os policiais foram alvejados e responderam com força letal que matou os membros dos coletivos, incluindo Odreman. Moradores do prédio negaram as declarações de Sierralta, afirmando que não houve confronto ou reféns, que as autoridades venezuelanas invadiram o prédio inicialmente supostamente matando um membro enquanto dormia e depois invadiram o prédio novamente, supostamente capturando e executando os outros quatro membros dos coletivos, alterando evidências próximas e furtando itens da cena. Maduro afirmou que os cinco homens mortos no incidente eram uma gangue de ex‐policiais liderada por Odreman. Runrunes observou, em um artigo investigativo, que a polícia e os guarda‐corpos detidos pelas autoridades venezuelanas envolvidos com a morte de Serra também eram membros dos coletivos.
Após os confrontos, Humberto López ("El Ché"), líder de um coletivo, afirmou que todos os coletivos estavam em "estado de guerra" e que os coletivos "não apostam na morte, estamos comprometidos com a guerra. Todos os coletivos estão em armas." Notando que os edifícios da Missão de Habitação Venezuelana estão nas colinas de Caracas, El Ché assegurou que "as pessoas desceriam das colinas" se necessário. Os coletivos protestaram contra os incidentes e exigiram a demissão do então Ministério do Poder Popular para o Interior, Justiça e Paz, Miguel Rodríguez Torres. Semanas depois, em 24 de outubro, Rodríguez Torres foi substituído por Carmen Meléndez, sendo uma das razões supostamente a pressão exercida pelos coletivos sobre o governo. Maduro também convocou Freddy Bernal, um líder governamental com laços estreitos com os coletivos, para "reformar" a polícia após o incidente. Após a demissão de Rodríguez Torres, o coletivo 5 de Março também pediu a demissão de Diosdado Cabello.

### Ataque à Universidade dos Andes
Grupos armados, supostamente coletivos, atacaram a Universidade dos Andes na cidade de Mérida em março de 2015 para intimidar os manifestantes, disparando contra estudantes e professores, mantendo os alunos reféns e roubando pertences dos estudantes.

### Protestos de 2017

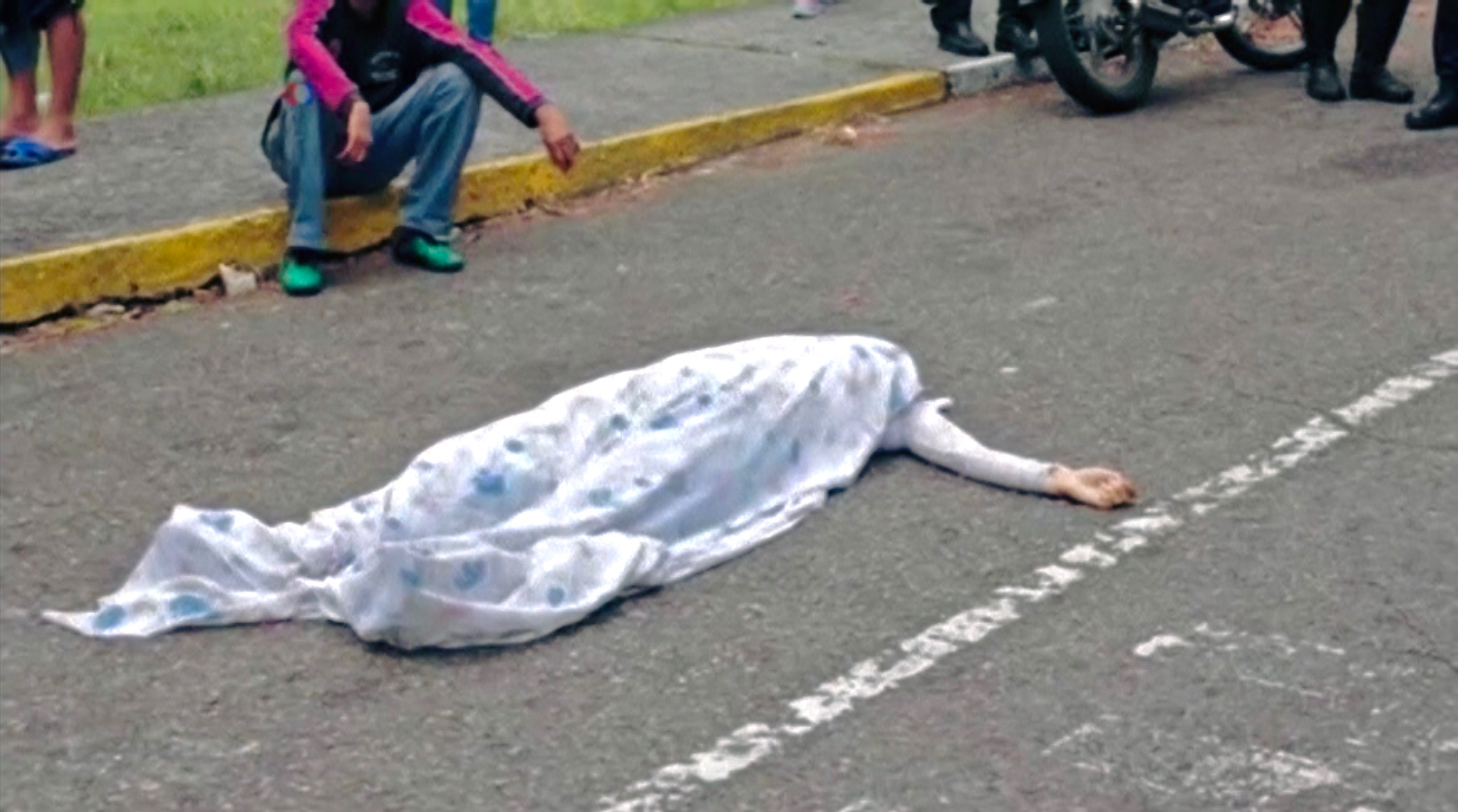
Corpo de Paola Ramírez

Durante os protestos venezuelanos de 2017 contra Maduro, The New York Times afirmou que os coletivos "parecem desempenhar um papel fundamental na repressão da dissidência"; eles lutam ao lado de autoridades e "engajam-se em intimidações mais ferozes e muitas vezes letais". A Bloomberg News disse que Maduro "desencadeou as gangues em larga escala" durante os protestos. Dias antes da Marcha da Mãe de Todas as Marchas, Diosdado Cabello, um alto funcionário do PSUV leal ao governo bolivariano, afirmou que 60.000 coletivos motorizados e a Milícia Bolivariana seriam espalhados por Caracas em 19 de abril para dissuadir a marcha da oposição, chamando o protesto de terrorismo. Durante essa marcha, Carlos Moreno, um jovem de 17 anos, e Paola Ramírez, de 23 anos, foram mortos por membros dos coletivos.
Coletivos também atacaram a Assembleia Nacional, majoritariamente da oposição, na Venezuela em 2017. Tomando posse do prédio onde se reúne o legislativo, eles agrediram deputados e manifestantes com bastões e porretes, dilacerando a cabeça de um deputado.
Conforme os protestos de 2017 se intensificaram, durante a Audiência sobre Ameaças Globais da Comissão Seletiva de Inteligência do Senado dos Estados Unidos (SH-216) em 11 de maio, o senador Marco Rubio discutiu com o Diretor da CIA Mike Pompeo o papel e as ações dos coletivos na Venezuela. Rubio perguntou se havia uma "ameaça real" de que os coletivos vendessem armamento avançado para as FARC, cartéis de drogas ou terroristas no mercado negro, ao que o Diretor Pompeo respondeu: "é uma ameaça real ... Maduro fica cada vez mais desesperado a cada hora, o risco de esses coletivos agirem de maneira que não esteja sob seu controle aumenta com o tempo", mencionando que não houve evidência de grandes negociações de armas ocorrendo, embora "exista um estoque".

### 2018
No início de 2018, a Voice of America disse que membros dos coletivos no estado de Aragua apareceram em um programa de rádio colombiano e explicaram que eram pagos pelo governo para impedir violentamente marchas da oposição e que alguns de seus colegas haviam "assassinado várias pessoas".
De acordo com a Meduza, o governo russo forneceu "especialistas" que estiveram envolvidos no treinamento dos coletivos já em 2018.

#### Operação El Junquito
Os coletivos estiveram envolvidos na operação de 2018 para matar o rebelde venezuelano Óscar Alberto Pérez, trabalhando lado a lado com tropas venezuelanas durante a Operação El Junquito. Heiker Leobaldo Vásquez Ferrera, de um coletivo localizado em 23 de Enero, foi morto durante a operação, com Bellingcat e Forensic Architecture destacando que tal cooperação entre os coletivos e as autoridades venezuelanas mostrou que havia pouca separação entre eles.

### Crise Presidencial
O InSight Crime afirma que os coletivos forneceram forte apoio a Maduro quando ele assumiu a presidência em seu segundo mandato contestado. Com a Assembleia Nacional designada pelo presidente interino Juan Guaidó desafiando a reivindicação de Maduro ao cargo, e em meio a um esforço internacional para convencer Maduro a deixar o cargo e permitir a entrada de ajuda humanitária no país, a Bloomberg News relatou que os coletivos "lideraram o ataque" contra a oposição a Maduro. Como Guaidó ofereceu uma lei de anistia para oficiais e militares que descredibilizassem Maduro, e os coletivos "não têm nada a perder", o "governo pode estar usando os coletivos para aliviar a pressão sobre os militares" durante os protestos venezuelanos de 2019, segundo Velasco.
Quando dezenas de milhares de manifestantes marchavam em apoio no dia em que Guaidó jurou servir como presidente, o The Guardian relatou que os "aliados de Maduro ameaçaram o uso de milícias pró‐governo – conhecidas como coletivos – para sufocar os distúrbios". Rafael Uzcátegui — diretor da organização venezuelana de direitos humanos, PROVEA — disse que havia 43 mortes nos protestos até 6 de fevereiro; ele acreditava que a maioria poderia ser atribuída à Força de Ação Especial (FAES), seguida pelos coletivos. O InSight Crime afirmou que é provável que Maduro "recrutasse (...) membros da FAES dos coletivos por sua insensibilidade e sede de sangue". O The Washington Post afirmou que os coletivos são cada vez mais compostos por pessoas ligadas ao governo ou à polícia.
O InSight Crime afirma que, como resultado da crise na Venezuela, alguns membros dos coletivos "estão começando a vacilar em sua lealdade ao governo porque não vêm recebendo os benefícios econômicos que antes recebiam", mas que "temem perseguição caso abandonem a revolução do governo". O The Washington Post afirmou que Maduro depende deles e que eles o ajudam a manter o poder, apesar de uma economia em colapso; Chávez era mais popular e não dependia tanto dos coletivos, enquanto Maduro é impopular devido às condições econômicas do país, tendo recorrido à violência e à intimidação para se manter no poder. A Public Radio International afirmou que as manifestações da oposição "são rotineiramente dispersadas por motociclistas mascarados que disparam contra as multidões" e que o governo depende da "lealdade desses grupos paramilitares irregulares para lidar com o público de forma dura em vez das forças armadas, que potencialmente poderiam desobedecer ordens desconfortáveis e causar uma ruptura entre o governo e os militares". O South Florida Sun reportou que "os coletivos intensificaram os ataques (...) disparando contra civis e aterrorizando comunidades".
Em 2019, a Assembleia Nacional, liderada pela oposição, designou os coletivos como grupos terroristas devido à sua "violência, ações paramilitares, intimidação, assassinatos e outros crimes", declarando seus atos como terrorismo patrocinado pelo Estado.

#### Envio de ajuda humanitária
No fim de semana de 23–24 de fevereiro, enquanto Guaidó e a oposição buscavam levar ajuda humanitária para o país e atravessar as fronteiras da Venezuela, os coletivos atacaram pessoas tanto na fronteira com a Colômbia quanto com o Brasil. A Bloomberg afirmou "a uma quadra de uma ponte internacional onde alimentos e remédios aguardavam" a entrada da ajuda, "os coletivos aterrorizaram milhares". Eles dispararam armas de motocicletas em alta velocidade, e um manifestante afirmou que homens mascarados saíram de trás de uma fileira da Guarda Nacional Venezuelana e atiraram contra a multidão na fronteira venezuelana, enquanto um médico disse que os coletivos aterrorizavam com armas os paramédicos que se ofereciam para ajudar os feridos. Segundo um membro da Corrente Revolucionária Bolívar e Zamora (CRBZ), um grupo presente que foi descrito como um coletivo, afirmou que a CRBZ foi à fronteira para defender a soberania da Venezuela e para se proteger contra possível intervenção militar. O membro da CRBZ disse que integrantes da oposição colaboraram com grupos guerrilheiros colombianos na fronteira e que alguns membros da CRBZ tiveram que buscar transporte alternativo para retornar para casa, pois manifestantes da oposição incendiaram seus veículos.
Na fronteira com o Brasil, a Bloomberg relatou que observadores disseram que "os coletivos atuavam sem controle"; quatro morreram e centenas ficaram feridos. Humberto Prado, diretor do Observatório Venezolano de Prisões, "acusou o governo Maduro de liberar presos para reforçar as fileiras dos coletivos em seus esforços repressivos", de acordo com o InSight Crime. Como muitos militares desertaram para a Colômbia durante os confrontos na fronteira, o InSight Crime sugeriu que "muitos dos que fugiram (...) o fizeram porque foram forçados a trabalhar com os coletivos".

#### Apagões
Durante os apagões em março de 2019, Maduro convocou as gangues paramilitares armadas, dizendo: "Chegou a hora da resistência ativa". O enviado especial do Departamento de Estado dos EUA para a Venezuela, Elliot Abrams, classificou isso como um "colapso da lei e da ordem", e disse: "Isso é um chamado para que gangues armadas assumam as ruas (...) Talvez seja um sinal da falta de confiança de Maduro em suas próprias forças de segurança". Conforme os apagões se prolongavam, em 31 de março, cidadãos protestaram contra a falta de eletricidade e água em Caracas e outras cidades; alguns dos protestos ocorreram próximos ao palácio presidencial. Maduro convocou novamente os coletivos, pedindo que eles "defendessem a paz de cada bairro, de cada quarteirão". Vídeos circularam nas redes sociais mostrando os coletivos ameaçando manifestantes e atirando nas ruas; Dois manifestantes foram baleados.

#### Tiroteio em Barquisimeto em 2020
Em 29 de fevereiro de 2020, o Presidente da Assembleia Nacional da Venezuela, Juan Guaidó, mobilizou uma manifestação contra Nicolás Maduro na paróquia Juan de Villegas, em Barquisimeto, estado de Lara. Os coletivos atiraram contra os apoiadores de Guaidó e contra ele, que se encontrava em uma van na ocasião, deixando dez feridos.

#### Outros incidentes
Em 3 de novembro de 2022, os coletivos atacaram e desenrolaram quatro estudantes do sexo feminino da Universidade dos Andes que protestavam contra a visita, no estado de Mérida, de Diosdado Cabello, vice‐presidente do Partido Socialista Unido da Venezuela (PSUV).

### Eleições primárias da oposição de 2023
Na manhã das Primárias presidenciais da Plataforma Unitária de 2023, em 22 de outubro, os coletivos impediram a instalação do centro de votação no bairro El Guarataro, na zona oeste de Caracas. A organização não governamental Voto Joven denunciou que os grupos roubaram material de uma mesa de votação e que foi registrada violência com arma de fogo. Os moradores do bairro instalaram o centro de votação após a intimidação. Em Plaza La Estrella, em Caracas, o início da votação foi adiado devido à queima intencional de lixo no centro do ponto de votação. Freiras do Patronato San José de Tarbes denunciaram que eleitores que tentaram participar foram ameaçados pelos coletivos, e que o centro teve que ser transferido para outro local. Também pela manhã, civis armados invadiram o ponto de votação La Cañada, na paróquia San Juan, apontaram para o coordenador do centro de votação e levaram uma mesa durante o início do processo, disparando vários tiros.

## Grupos proeminentes
Havia entre 20 e 100 diferentes grupos coletivos na Venezuela em 2014, sendo os grupos mais proeminentes os Tupamaros, La Piedrita, Tres Raíces, Frente Francisco de Miranda, Alexis Vive e Ciudad Socialista Frente 5 de Marzo, Em 2018, InSight Crime reportou 46 grupos somente no bairro 23 de Enero. Eles controlam cerca de 10% das cidades venezuelanas, e operam em 16 estados venezuelanos; Velasco afirma que seu número chega a 5.000 a 7.000 indivíduos em todo o país, a partir de 2019. O InSight Crime afirma que Tres Raíces e Frente 5 de Marzo estão intimamente ligados às forças de segurança da Venezuela. Tres Raíces também é "um dos mais bem armados", com membros que também trabalham em empregos governamentais para o SEBIN (Inteligência), DGCIM (contrainteligência militar), FAES (força de ação especial da polícia) ou polícia municipal.

### La Piedrita

Localização dos coletivos proeminentes no Distrito Capital.

O coletivo La Piedrita é um dos mais influentes em Caracas, especificamente no bairro 23 de Enero, onde tem suas raízes desde 1985, com os fundadores Carlos Ramírez e Valentín Santana. O La Piedrita organizou-se formalmente quando os Círculos Bolivarianos foram estabelecidos por Chávez na Venezuela, e desde então, tem sido descrito como um coletivo que é um dos "mais violentos do país". O La Piedrita também foi liderado por Lina Ron, que, na época de sua liderança, afirmou que milhares de Círculos Bolivarianos, como o dela, estavam "armados até os dentes". Ron tinha uma conexão com Diosdado Cabello desde pelo menos 2002, quando Cabello foi o principal apoiador de Ron. Além disso, Cabello supostamente mediou entre o La Piedrita e os Tupamaros quando houve um conflito em 2010.

### Tupamaros
O Movimento Revolucionário Tupamaro (Tupamaro) é um coletivo e organização política de extrema‐esquerda Marxismo-Leninismo na Venezuela. Vários Tupamaros participam de movimentos pacíficos, enquanto alguns acreditam na "ideia da luta armada como meio de obter o poder". O governo de Chávez teve uma relação "ambígua" com os Tupamaros, que ajudaram a gerenciar programas sociais, como creches e centros de reabilitação para dependentes, e promoveram a participação política; no entanto, o envolvimento dos Tupamaros na justiça vigilante em áreas de alto índice de criminalidade, que a polícia frequentemente evitava, levou a desentendimentos com o governo federal, que por vezes recorreu ao uso do Exército para lidar com os grupos quando estes entravam em conflito com a polícia. Os Tupamaros são conhecidos por "limpar" os bairros de criminosos: se advertências repetidas para que os criminosos deixem uma área falharem, eles frequentemente recorrem ao assassinato utilizando "esquadrões da morte", embora alguns afirmem que essas medidas são tomadas para eliminar a concorrência na área. Durante os protestos venezuelanos de 2014, os Tupamaros trabalharam com a Guarda Nacional venezuelana para atacar manifestantes, com vídeos e fotos sendo enviados para as redes sociais.

## Financiamento e recursos

### Monetário
Os coletivos foram inicialmente financiados pelo governo bolivariano, mas tornaram-se menos dependentes do governo, financiando-se através de crimes como tráfico de drogas e extorsão. Gunson afirma que parte do financiamento dos coletivos provém da cobrança por serviços de proteção e da exigência de que os membros paguem taxas. De acordo com o The New York Times, os coletivos "controlam vastos territórios na Venezuela, financiados em alguns casos por extorsão, alimentos do mercado negro e parte do tráfico de drogas, enquanto o governo fecha os olhos em troca de lealdade". O The Washington Post afirmou que alguns coletivos "foram colocados à frente da distribuição dos pacotes alimentares do governo em áreas carentes — dando-lhes controle sobre bairros famintos."
Em 2018, InSight Crime reportou que os coletivos têm fontes de renda diversas — tanto legais quanto ilegais. Alguns operam negócios legais e lucrativos, mas também recebem fundos do governo, principalmente através da lucrativa iniciativa de distribuir alimentos por meio de concessões governamentais. Um líder dos Tupamaros disse ao InSight Crime que traficar alimentos e remédios é tão lucrativo quanto o tráfico de drogas, embora menos arriscado. O InSight Crime também descobriu que os coletivos estão administrando "cassinos clandestinos".
Alguns coletivos, como os Tupamaros, têm ligações formais com o governo e a política venezuelana, com mais de 7.000 indivíduos na folha de pagamento de Caracas desde 2008. Stratfor diz que Diosdado Cabello, Freddy Bernal e Eliezer Otaiza foram implicados na direção ou financiamento dos coletivos. Os coletivos também recebem fundos do governo para projetos comunitários. Velasco afirma que os coletivos "recebem financiamento governamental por meio de canais formais e informais, incluindo fundos de reserva que o governo distribui para diferentes setores" e também possuem "ligações pessoais entre os membros e os oficiais do governo para acessar recursos".

### Armas
El País afirmou que o governo venezuelano arma diretamente os coletivos. Velasco acredita que os mesmos métodos formais e informais de recebimento de fundos são usados para as armas. Esses métodos incluem ser armado e treinado em milícias governamentais formais ou trabalhar como seguranças e guarda‐costas. Apesar das declarações do governo venezuelano afirmando que somente as autoridades oficiais podem portar armas para a defesa da Venezuela, os coletivos estão armados com rifles automáticos, como os AK-47, metralhadoras, granadas de fragmentação e gás lacrimogêneo.

### Crime
Os coletivos às vezes oferecem proteção contra o crime em alguns bairros aos quais se comprometem, embora alguns bairros relatem que os próprios coletivos atacam os vizinhos. À medida que os coletivos tentavam conquistar independência do governo, eles começaram a "controlar o crime organizado, como o tráfico de drogas nos bairros de Caracas". Alguns coletivos patrulham o bairro 23 de Enero em motocicletas, mascarados e armados, supostamente para proteger o bairro de criminosos, como traficantes. De acordo com a ABC News, "é amplamente acreditado que os coletivos matam traficantes de drogas que não obedecem às suas ordens".
De acordo com o International Crisis Group, os coletivos podem estar envolvidos no tráfico de drogas, tráfico de armas, e roubo de carros. Phil Gunson, jornalista freelancer para meios de comunicação estrangeiros, afirma que "não é segredo que muitos coletivos se envolvem em atividades criminosas." Gunson relatou que os coletivos combatem gangues criminosas nos bairros, assumem os negócios do grupo criminoso anterior e também assumem prédios já pertencentes a indivíduos, cobrando aluguel dos proprietários. Os coletivos são considerados parcialmente responsáveis pelo aumento da taxa de homicídios na Venezuela, de acordo com o Observatório Metropolitano de Segurança Cidadã.
Um relatório da Organização dos Estados Americanos sobre violações dos direitos humanos na Venezuela afirmou que os coletivos assassinaram pelo menos 131 indivíduos entre 2014 e 2017 durante os protestos contra o governo.

### Educação

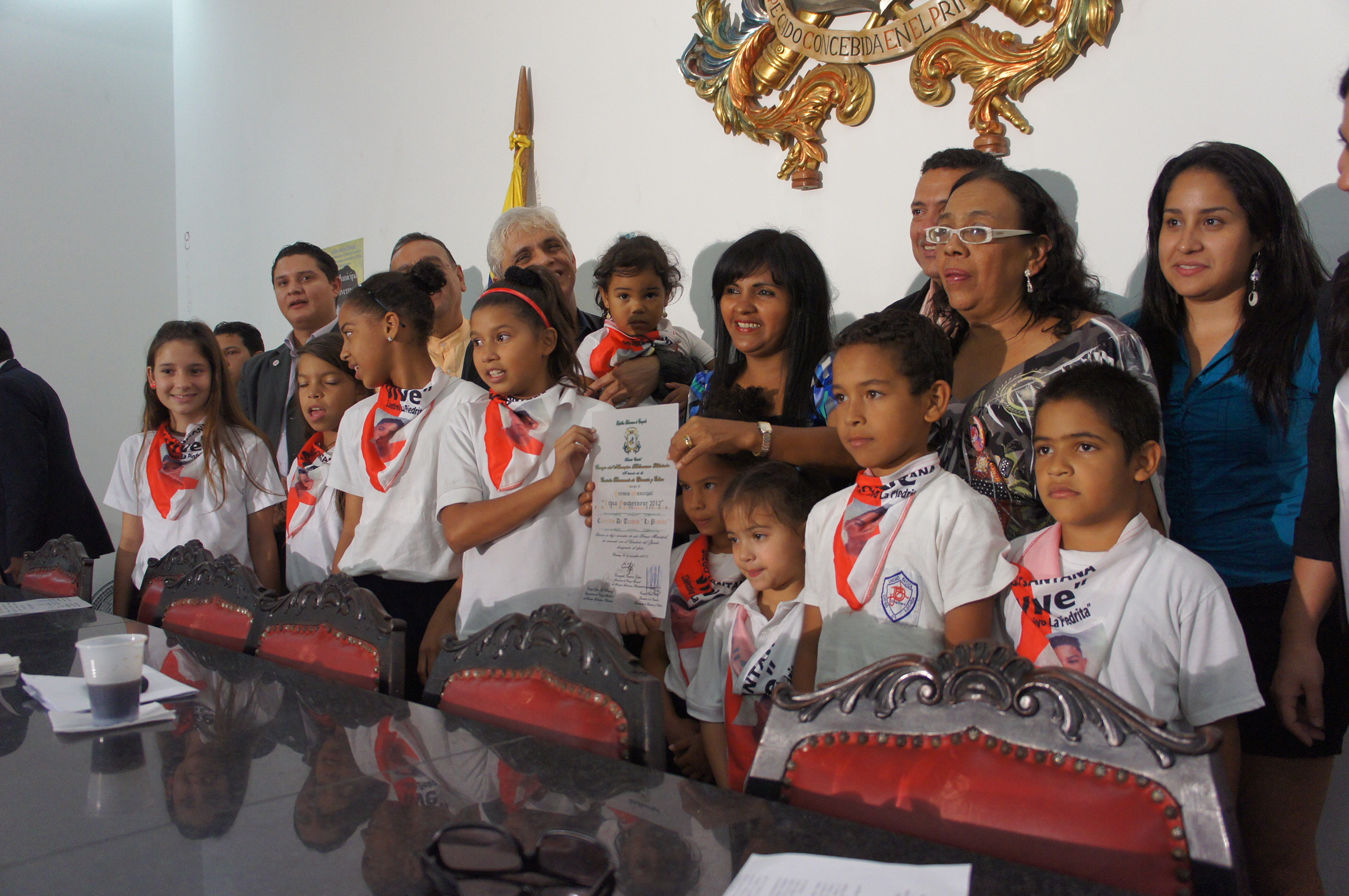
Crianças do coletivo La Piedrita recebendo prêmios no Palácio Municipal de Caracas.

Em 2013, os coletivos administravam iniciativas educacionais. De acordo com Ennio Cardozo, professor de ciência política na Universidade Central da Venezuela, os coletivos "realizam palestras, fóruns e adoctrinam crianças muito jovens ao marxismo. O governo financia tudo isso. Mas se você não concorda com eles, eles o excluem da maioria dos programas sociais até que você se alinhe com o partido (socialista)". A presidente da Escola de Professores em Táchira,  pt, afirmou que o governo venezuelano incentivou a participação de guerrilheiros e coletivos nas escolas e que sua participação "promove a violência, o confronto e, se necessário, a guerra".
A presidente da Câmara Venezuelana de Educação Privada, María Teresa Hernández, declarou em 2014 que a Resolução 058 aprovada em 2012 pelo governo era inconstitucional e que "busca que coletivos com projetos políticos do partido governante estejam diretamente envolvidos nas escolas públicas e privadas". Ela afirmou que as crianças são "muito fáceis de manipular" e precisam desenvolver suas próprias convicções políticas. O Artigo 102, por exemplo, afirma que "A educação é um serviço público, e está fundamentada no respeito a todas as correntes de pensamento".